# 교회 슬라브어

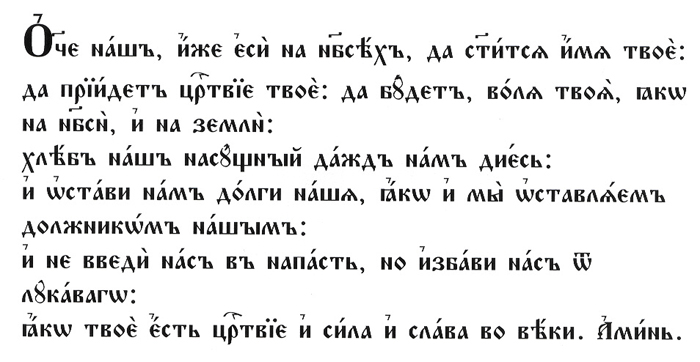

교회 슬라브어(Славе́нскїй ѧ҆зы́къ)는 고대 교회 슬라브어가 점차 지역적 색채를 띠며 형성된 중세 슬라브어로, 고대 동슬라브어의 조상이다.

## 같이 보기
- 고대 교회 슬라브어